# Élection à la direction du Parti vert du Canada de 2022
L'élection à la direction du Parti vert du Canada de 2022 a lieu le 19 novembre 2022. Il s'agit d'une élection pour élire un nouveau chef pour remplacer Annamie Paul. Elizabeth May remporte cette élection interne.

## Contexte
Les élections fédérales canadiennes de 2021 ont été la pire performance du Parti vert du Canada depuis 2000. Annamie Paul aussi défaite dans sa propre circonscription de Toronto-Centre, où elle s'est classée quatrième. Le 10 novembre 2021, Paul annonce sa démission, celle-ci prend officiellement effet le 14 novembre 2021, lorsqu'elle fut acceptée par le Conseil fédéral du parti,.
Amita Kuttner est nommé chef par intérim le 24 novembre 2021. La constitution du parti exige qu'une course à la direction débute dans les six mois suivant la nomination d'un chef par intérim et se termine dans les deux ans suivant sa nomination,. En décembre 2021, Kuttner déclare qu'il pense qu'il devrait y avoir "une période plus longue avant de lancer une course à la direction, puis une brève course à la direction".

## Admissibilité des candidats
- Remplir le formulaire de candidature à la course à la chefferie.
- Être membre en règle du Parti depuis au moins trois mois à la date de clôture des candidatures à la course, ou depuis un mois si l’individu peut prouver que sa profession ou son emploi l'a empêché d’être membre d’un parti politique.
- Être admissible à l'élection à la Chambre des communes en vertu de la Loi électorale du Canada à la date de fin de la course à la chefferie.
- N'avoir aucune dette envers le Parti ou le Fonds du PVC.
- N'avoir aucun litige ouvert contre le Parti ou le Fonds du PVC.
- N'avoir fait aucune de déclaration d'insolvabilité ou de faillite et ne reste pas non libéré.
- Ne pas avoir participé à la rédaction ni à l'approbation des règlements de la course en tant que membre du Conseil fédéral ou du CCC.
- Être capable de parler et de comprendre les deux langues officielles du pays, de sorte qu'elle peut exercer ses fonctions dans les deux langues. Les Autochtones sont exemptés de cette règle.
- Ne pas avoir démontré une tendance, ou n'a pas commis un seul acte flagrant, dans un intervalle de temps raisonnable, de violations prouvées et documentées du Code de conduite des membres du PVC.
- Ne pas avoir montré une tendance évidente de défense publique de positions contraires aux Principes des Verts mondiaux.
- Ne pas être membre d'un autre parti fédéral et ne travaille pas pour un autre parti fédéral.
- Ne pas avoir commis d'actes dont on pourrait raisonnablement s'attendre à ce qu'ils entraînent, s'ils étaient connus, des poursuites civiles ou pénales contre eux-mêmes, le PVC ou le Fonds du PVC
- Ne pas avoir dirigé les ressources du PVC ou du Fonds du PVC vers un autre parti fédéral.
- Consentir à être liée par les présentes règles et par toute règle applicable de PVC ou d'Élections Canada.
- Attester avoir lu le projet de contrat de rémunération du chef.
- Consentir à la vérification par une société de vérification tierce, y compris : vérification du casier judiciaire, enquête de crédit, entrevues de références, recherches des médias sociaux.
- Les candidates et les candidats potentiels doivent verser au Fonds du PVC, au moment de la soumission de leur demande de participation à la course à la chefferie, des frais de demande initiaux de 1 000 dollars[8].

## Chronologie

### 2021
- 20 septembre - Des élections fédérales canadiennes ont lieu, le parti remporte deux sièges, mais Annamie Paul ne réussit pas à remporter sa circonscription de Toronto-Centre.
- 27 septembre - Annamie Paul annonce qu'elle entame le processus de démission à titre de cheffe[1].
- 27 octobre - Le vote de révision de la chefferie débute[9].
- 10 novembre - Paul annonce sa démission et met fin à son adhésion au parti[2]. Quelques jours plus tard, sa démission est acceptée par le Conseil fédéral du Parti vert et prend effet[3],[4]. Le parti annule également le processus de révision[3].
- 15-19 novembre - Le parti lance un appel ouvert aux candidatures pour le poste de chef par intérim[10]. Vingt candidatures sont reçues[5].
- 24 novembre - Amita Kuttner est nommé chef par intérim[11],[12].

### 2022
- 24 mai - L'élection à la direction débute officiellement, conformément à la constitution du parti[5],[6].
- 28 juin – Les règles de la course à la direction sont annoncées. La période de candidature pour les candidats à la direction est ouverte[13].
- 5 août - Fin de la période de candidature pour les candidats à la direction[13].
- 31 août - Le PVC annonce tous les candidats à la direction, le premier tour de la campagne commence[13].
- 14 septembre - Date limite pour devenir membre du parti et avoir le droit de voter pour le premier tour[13].
- 7 octobre - Début du vote du premier tour[13].
- 14 octobre - Le vote du premier tour se termine à 15h30 (HAE), les résultats sont annoncés à 20h (HAE), le vote débute pour le deuxième tour (si nécessaire)[13].
- 19 octobre - Date limite pour devenir membre du parti et pouvoir voter pour le deuxième tour[13].
- 19 novembre – Le deuxième et dernier tour de scrutin se conclut à 15h30 (HAE), les résultats sont annoncés à 20h (HAE)[13]

## Candidats
Le 31 août 2022, le Parti vert annonce que six candidatures ont été retenues, il s'agit de : 

### Sarah Gabrielle Baron
Sarah Gabrielle Baron est candidate dans Algoma—Manitoulin—Kapuskasing en 2006 et candidate indépendante dans Durham en 2021,.
Site web de campagne: www.sarahgabriellebaron.ca
Slogan
- Français: La Sagesse de Changer
- Anglais : Wisdom to Change

Plateforme
Soutiens

### Simon Gnocchini-Meisser
Simon Gnocchini-Meisser est professeur principal au ministère de la Défense nationale, candidat dans Hull—Aylmer en 2021,.
Site web de campagne: www.simongmessier.ca
Slogan
- Français: Respecter, Responsabiliser, Diriger
- Anglais : Respect, Empower, Lead

Plateforme
Soutiens

### Chad Walcott
Chad Walcott a été candidat dans Notre-Dame-de-Grâce aux élections provinciales du Québec de 2018 et a eu le deuxième-meilleur résultat du parti. Il a exprimé son intérêt pour que le parti passe à un modèle de co-direction et se présente sur un ticket commun avec Anna Keenan.
Walcott est né à Montréal et a reçu un Bacc en Science Politique de l'Université Concordia. Il a travaillé 10 ans en politique, engagement communitaire et développement social, y compris 2 1/2 ans comme collecteur de fonds de la Fondation de l'Hôpital Général Juif. Il a été impiqué dans la mobilisation étudiante à Concordia lors du Printemps Érable de 2011-2012, quand il a organisé la plus grande manifestation étudiante de l'histoire de cette université (pour laquelle il a reçu un prix pour contribution exceptionnelle à la vie étudiante).
Site web de campagne: www.keenanwalcott.ca
Slogan
- Français: Renouvellement, Responsabilité, Résultats
- Anglais : Renewal, Responsibility, Results

Plateforme
Plateforme partagée avec Anna Keenan
Soutiens
- Kyle Hutton, candidat du Parti vert de l'Ontario dans Burlington en 2022[20].
- Amanda Rosenstock, candidate du Parti vert du Canada dans Spadina—Fort York en 2021 et porte-parole en matière d'innovation (2021-2022) du PVC[21].
- Vincent J.Carbonneau, porte-parole du Parti vert du Canada en matière de bilinguisme et langues officielles, premier dirigeant de l'Association de circonscription électorale du PVC de Notre-Dame-de-Grâce—Westmount et candidat du Parti vert du Québec dans Mont-Royal–Outremont en 2018[22].
- Didier Pilon, candidat du Parti vert du Canada dans Abitibi—Baie-James—Nunavik—Eeyou en 2021[23].

### Anna Keenan
Anna Keenan, candidate dans Malpeque en 2019 et 2021 et a eu parmi les 6 meilleurs résultats du parti chaque fois. Elle a exprimé son intérêt pour que le parti passe à un modèle de co-direction et se présente sur un ticket commun avec Chad Walcott.
Keenan a des diplômes en Physique et Économie de l'Université de Queensland, Australie, et a travaillé durant 15 ans comme militante pour l'énergie renouvelable, comme organisatrice de travailleurs et comme organisatrice communautaire dans plusieurs organisations telles que Greenpeace International et 350.org. Elle vit présentement dans l'Île du Prince-Édouard, où elle a dirigé les Verts provinciaux durant une période d'expansion et de professionnalisation menant à leur statut d'Opposition Officielle en 2019. Depuis elle est la critique des Institutions Démocratiques au Parti vert du Canada.
Site web de campagne: www.keenanwalcott.ca
Slogan
- Français: Renouvellement, Responsabilité, Résultats
- Anglais : Renewal, Responsibility, Results

Plateforme
Plateforme partagée avec Chad Walcott
Soutiens
- Kyle Hutton, candidat du Parti vert de l'Ontario dans Burlington en 2022[20].
- Amanda Rosenstock, candidate du Parti vert du Canada dans Spadina—Fort York en 2021 et porte-parole en matière d'innovation (2021-2022) du PVC[21].
- Vincent J.Carbonneau, porte-parole du Parti vert du Canada en matière de bilinguisme et langues officielles, premier dirigeant de l'Association de circonscription électorale du PVC de Notre-Dame-de-Grâce—Westmount et candidat du Parti vert du Québec dans Mont-Royal–Outremont en 2018[22].
- Didier Pilon, candidat du Parti vert du Canada dans Abitibi—Baie-James—Nunavik—Eeyou en 2021[23].

### Jonathan Pedneault

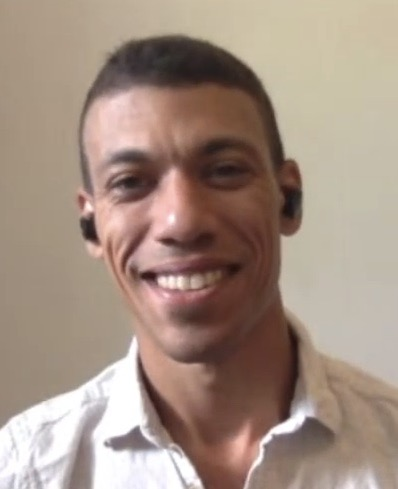
Jonathan Pedneault, co-chef du Parti vert du Canada du 4 février 2025- au 30 avril 2025.

Jonathan Pedneault est un militant des droits de la personne de Montréal, Québec,. Il a également co-réalisé le documentaire "Refuge : A Film About Darfur" en 2008,. Il rejoint Elizabeth May sur un ticket commun.
Site web de campagne: www.jonathanpedneault.ca
Slogan
- Français: Une équipe pour affronter les tempêtes
- Anglais : A Team to Weather the Storms

Plateforme
Soutiens
- Evelyn Tanaka, présidente du Parti vert de l'Alberta et candidate du Parti vert du Canada dans Calgary Shepard en 2019 et en 2021[29].

### Elizabeth May

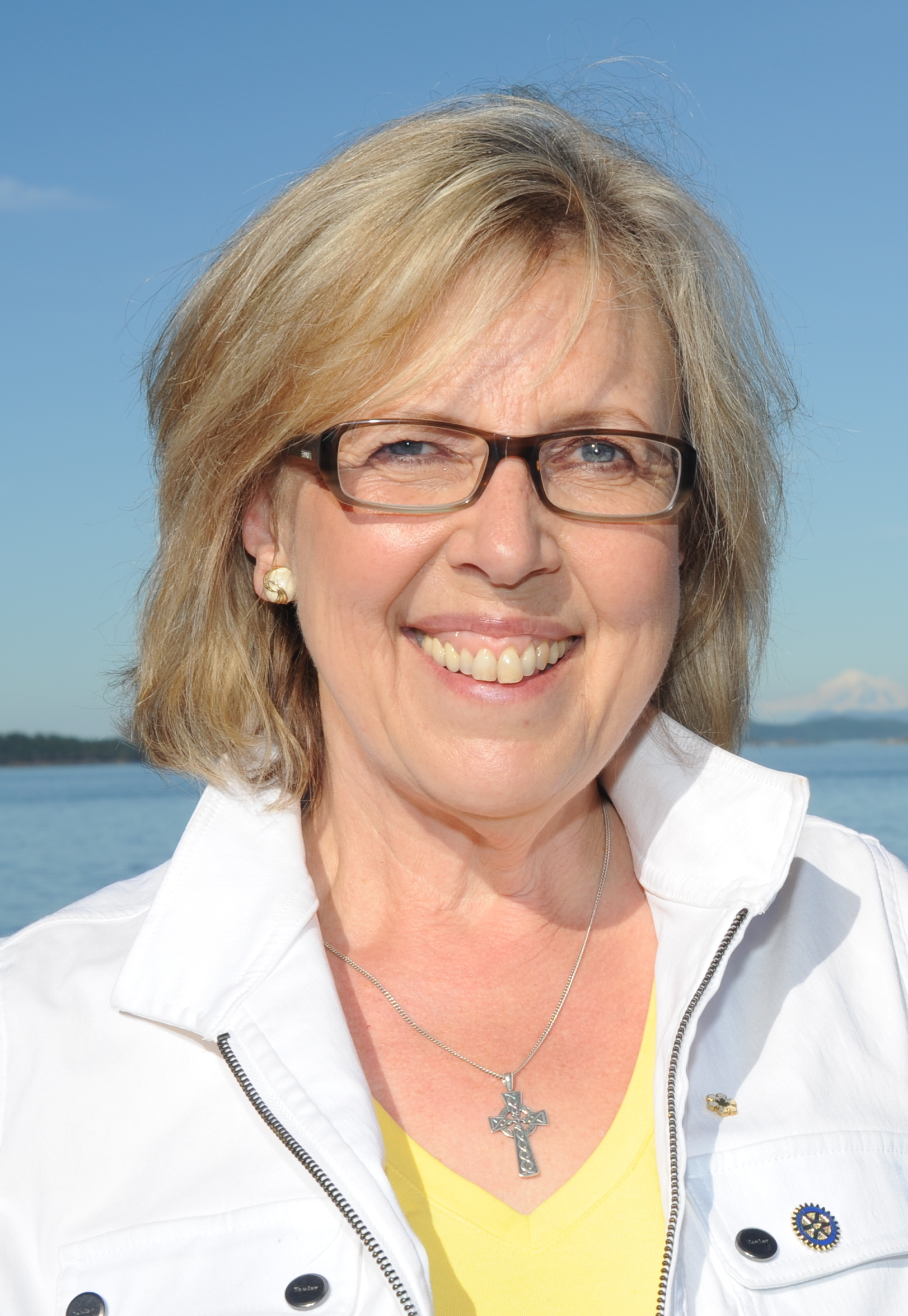
Elizabeth May, cheffe du Parti vert du Canada de 2006 à 2019 et députée de Saanich—Gulf Islands depuis 2011.

Elizabeth May, cheffe du Parti vert de 2006 à 2019 et députée de Saanich—Gulf Islands depuis 2011. Elle exprime aussi un intérêt pour un modèle de co-direction et se présente sur un ticket commun avec Jonathan Pedneault.
Site web de campagne: elizabethmay.ca
Slogan
Slogan partagé avec Jonathan Pedneault
Plateforme
Plateforme partagée avec Jonathan Pedneault
Soutiens

### Candidats qui se sont désistés ou n'ont pas réussi à se qualifier
- Jenn Kang, cheffe adjointe par intérim du Parti vert de la Nouvelle-Écosse[30]. Elle a annoncé sa candidature à la direction du Parti vert, mais a ensuite décidé de ne pas se présenter avant le début officiel de l'élection[31].
- Alex Tyrrell, chef du Parti vert du Québec[32],[33]. Tyrrell a été expulsé du Parti vert fédéral alors qu'il se préparait à officialiser sa candidature à la direction[34].
- Najib Jutt, conseiller politique et stratège[32],[35]. Jutt annonce en août 2022 qu'il refuse de se soumettre au test de français demandé par le parti, déclarant qu'aucun des précédents chef n'a eu à se soumettre à un tel test, qu'il ne s'agit pas d'une obligation constitutionnelle pour les premiers ministres canadiens et qu'un tel exercice va à l'encontre des principes d'équité, de diversité et d'inclusion du Parti vert du Canada. En outre, il déclare également vouloir contester son exclusion de la course sur la base de ce refus[36].
- Nasser Dean Chalifoux, candidat dans Desnethé—Missinippi—Rivière Churchill en 2021[37].
- Dalila Elhak, femme d'affaires de Limoilou, Québec[38],[39]. Elle s'est déjà présentée comme candidate fédérale dans Beauport—Limoilou en 2015, 2019 et 2021. Elle a également déclaré qu'elle ne ferait campagne qu'en français[40].
- Don Elzer, militant écologiste, ancien journaliste et homme d'affaires [41]
- Naomi Hunter, cheffe du Parti vert de la Saskatchewan[42],[32]
- Shodja Ziaian, professeur au Centre de recherche sur le contact des langues et des cultures au Campus Glendon, un campus de l'Université York, à Toronto, Ontario[43],[44]. Il s'est déjà présenté dans Don Valley East en 1997 avec le Nouveau Parti démocratique et à Willowdale en 2019 en tant qu'indépendant. Ziaian est un partisan actif de Earth Solidarity[45].

### Déclinés
- Courtney Howard, médecin urgentiste et troisième lors de l'élections à la direction de 2020[46].
- Amita Kuttner, astrophysicien, sixième lors de l'élections à la direction de 2020 et candidat dans Burnaby North—Seymour en 2019[4]. Il est nommé chef par intérim en novembre 2021[5].
- Dimitri Lascaris, deuxième à l'élection à la direction de 2020, avocat et militant résidant à Montréal, Québec[47].
- David Merner, cinquième lors de l'élections à la direction de 2020[48].
- Mike Morrice, député de Kitchener-Centre depuis 2021. Il a été le premier député vert fédéral à être élu en Ontario. Il s'est exclu de l'élection à la direction afin de se concentrer sur la représentation de ses électeurs[49].
- Glen Murray, ancien maire de Winnipeg, ancien ministre du Cabinet de l'Ontario et quatrième lors de l'élections à la direction de 2020[48].
- Paul Manly, député de Nanaimo—Ladysmith de 2019 à 2021[50],[51].

## Sondage d'opinion
Un sondage auprès de 218 partisans du Parti vert mené du 22 mars au 4 avril 2022 par Probit Inc. a révélé que les chefs de partis provinciaux Sonia Furstenau (27 %) et Mike Schreiner (23 %) seraient en tête s'ils se présentaient à la chefferie. Parmi les candidats actuellement déclarés et potentiels inclus dans le sondage, Manly (12%) était devant Tyrrell (7%) et Hunter (3%).

### Co-chefferie
Quatre candidats présentent des candidatures en équipe de co-chefferie. La première est composée de Chad Walcott et Anna Keenan et la seconde d'Elizabeth May et de Jonathan Pedneault.